# أسماء البارقية
 أسماء بنت سعد بن عدي البارقي: امرأة جاهلية،وهي زوجة مرة بن كعب الجد السادس للنبي محمد بن عبد الله ﷺ، قال ابن الكلبي: «فولد مرّة بن كعب: كلابا، وأمّه هند بنت سرير بن ثعلبة بن الحارث بن مالك بن كنانة. وتيم بن مرّة؛ بطن، ويقظة، وأمّهما أسماء بنت سعد بن عديّ بن حارثة بن بارق من الأزد». وقال البلاذري: «فولد مرة بن كعب - ويكنى أبا يقظة - كلاب بن مرة، وأمه هند بنت سرير بْن ثعلبة بْن الْحَارِث بْن مَالِك بْن كنانة. ويقظة بن مرة وتيم بن مرة، وأمهما أسماء بنت سعد بن عدي بن حارثة، من بارق من الأزد».
وفي رواية تفرد بها ابن إسحاق قال: «أمهما - يقظة وتيم -  هند بنت حارثة البارقية»، فجعل ابن إسحاق أسمها هند. وأما اليعقوبي فقال: «وكان مرة بن كعب سيدا هماما.. ثم تزوج مرة أسماء بنت سعد بن بارق، فولدت له تيما ويقظة، فتيم بن مرة رهط أبي بكر، ومخزوم بن يقظة بن مرة رهطه أيضا».

## النسب
- أسماء بنت سعد بن عدي بن حارثة بن عوف بن كنانة البارقي ينتهي نسبها إلى بارق بن عدي بن حارثة بن عمرو مزيقياء بن عامر ماء السماء بن حارثة الغطريف بن امريء القيس بن ثعلبة بن مازن بن الأزد بن سبأ.[12]

### بنوها
- تيم بن مرة: وإليه يتنسب بنو تيم بطن من قريش، وينحدر الخليفة الراشد أبوبكر الصديق .[13][14]
- يقظة بن مرة: والد مخزوم بن يقظة بطن من قريش، وإليه تنحدر جدة النبي لأبيه فاطمة بنت عمرو، وأم المؤمنين أم سلمة، والصحابي خالد بن الوليد.[15]